# Mike Grier
Michael James Grier, detto Mike (Detroit, 5 gennaio 1975), è un ex hockeista su ghiaccio statunitense.

## Carriera
In NHL ha indossato le maglie di Edmonton Oilers (1996-2002), Washington Capitals (2002-2004), Buffalo Sabres (2004-2006, 2009-2011) e San Jose Sharks (2006-2009).

## Palmarès

### Mondiali
- 1 medaglia:
  - 1 bronzo (Repubblica Ceca 2004)